# Grupo Arteche
Arteche es una empresa multinacional española con sede en Munguía, España. Arteche desarrolla equipos y soluciones para el sector eléctrico, incluyendo generación, transmisión y distribución eléctrica.
La empresa emplea a 2500 personas en cuatro continentes. Los equipos de Arteche están instalados en más de 175 países.
Arteche divide sus operaciones en tres negocios: Medida y Monitorización; Automatización de redes de transmisión y distribución; y Fiabilidad de red.

## Historia

### Primeros años

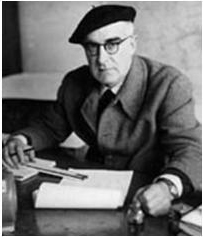
Don Aurelio Arteche, diciembre de 1946.

Tras nueve años de exilio a causa de la Guerra Civil Española y la Segunda Guerra Mundial, Aurelio de Arteche y Arana (1908-1983) regresa a Bilbao, su ciudad natal, en 1946. Regresa con el objetivo de crear una empresa a medio camino entre Bakio y Bilbao. Usines Balteau, SA, empresa que conoció durante su exilio en Bélgica, fue el modelo en que se inspiró. 
Con la ayuda de amigos, familiares y del propio Marcel Balteau, Aurelio fundó EAHSA, Electrotécnica Arteche Hermanos, SA, en diciembre de 1946.
EAHSA fabricó transformadores de medida de marca Balteau para los mercados de España y Portugal.

### 1954 a 1974
1954-74 fue un período de fuerte crecimiento para Arteche. Fabricando transformadores de medida de marca Balteau, y relés auxiliares marca ICE-Paris, la empresa creció a más del 22,8 % anual.
Durante estos años, Arteche se expandió por el mercado nacional, convirtiéndose en un referente de la industria energética española.</ref>
Aurelio entendió que producir bajo licencia presentaba grandes desventajas, principalmente la incapacidad de desarrollar su propia tecnología y la incapacidad de exportar a otros mercados.

### 1974 a 1995
En 1973, Arteche finalizó su relación con Usines Balteau SA primero, y con ICE-Paris después.
La empresa buscaba la capacidad de exportar más allá de la Península ibérica. También objetaba la concesión por parte de Balteau de una licencia a una empresa portuguesa rival, así como la negativa de Usines Balteau de crear un centro tecnológico común. La separación de ICE-Paris fue provocada por frecuentes problemas de suministro.
Sin embargo, el principal motivo fue la voluntad de Arteche de internacionalizarse y de desarrollar sus propios productos, tecnologías y soluciones.
Durante este período el crecimiento se redujo a sólo el 1,5 % por año. Una parte sustancial de los recursos de la empresa se dedicó al desarrollo de nuevos productos y soluciones y a la apertura de nuevos mercados.
Arteche completó varios hitos durante este período: la producción de sus propios relés auxiliares (1976), transformadores de instrumento de hasta 765 kV (1981) y transformadores electrónicos de instrumento (1990). Durante estos años, Arteche tuvo sus primeras ventas en América del Sur (1976) y América del Norte (1993).

### 1995-2021
Arteche llegó a Asia (2004) y Oceanía (2010), agregando productos como transformadores de tensión para subestaciones GIS y transformadores ópticos de corriente (2010).
Arteche incorporó soluciones para equipos de automatización de la distribución (2003), soluciones de calidad de energía (2005), soluciones para la construcción de subestaciones (2005) y proyectos llave en mano para parques eólicos.
En 2012 Arteche cambia su identidad visual, adaptando su logotipo. El nuevo logo se basa en un fractal, una sucesión de líneas casi paralelas, una estructura que se repite a diferentes niveles, con los colores de Arteche en degradados.
2021-
En junio de 2021, el Grupo Arteche debuta en bolsa, en el BME Growth.

## Actividades

### Unidades de negocios

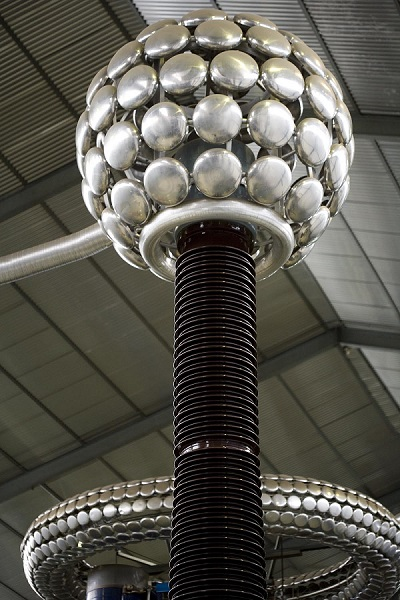
Laboratorio de Ultra Alta Tensión de Arteche

Arteche cuenta con 2500 empleados en cuatro continentes, con equipos instalados en más de 175 países. La empresa está organizada en tres unidades de negocio:
- Sistemas de Medida y Monitorización: primer fabricante independiente de transformadores de medida con presencia en Europa, América del Norte y del Sur, Asia y Oceanía. Top 3 a nivel mundial en Alta Tensión y Top 10 en Media Tensión.[9]
- Automatización de redes: Top 1 a nivel mundial en relés y Top 10 en automatización de subestaciones.[9]
- Fiabilidad de red: interconexión de energías renovables, reclosers y servitización.[9]

### Investigación y desarrollo
Las actividades de I+D+i en el Grupo Arteche han tenido una tendencia al alza, pasando de menos del 2,5 % al 3 %, con seis centros de dedicados a la investigación por todo el mundo.
Arteche cuenta con el laboratorio de ultra alta tensión más grande de España, uno de los más grandes de Europa, que le permite ensayar transformadores de medida por encima de 1200kV.

## Empresas del grupo

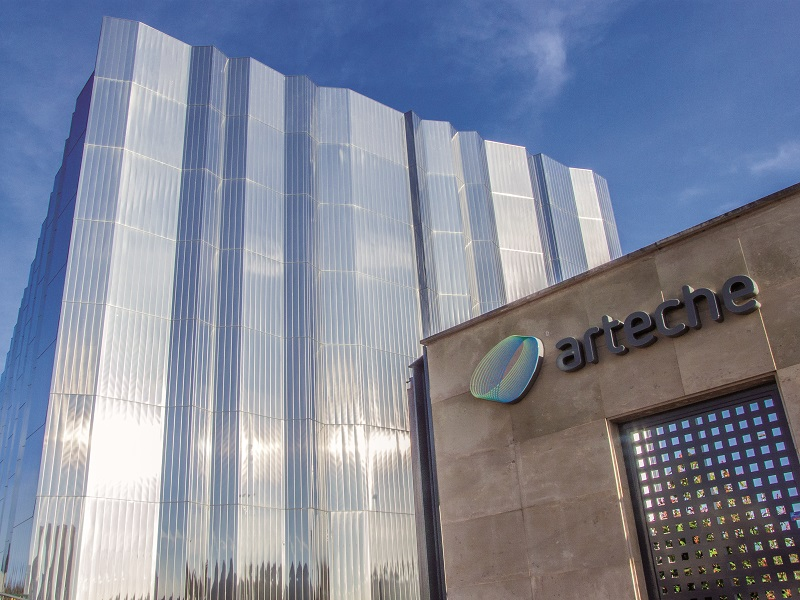
Sede central de Arteche

El Grupo Arteche está estructurado en sociedades filiales en Europa, América, Asia y Oceanía.
Las empresas europeas están ubicadas en España, en las ciudades de Munguía, Vitoria o Madrid. Arteche tiene empresas en Argentina, Chile, Brasil, México, Estados Unidos, India, China y Emiratos Árabes Unidos.